# 1978년 롯데 자이언트 시즌
1978년 롯데 자이언트 시즌은 롯데 자이언트의 3번째 시즌이며, 박영길 감독의 정식 부임 후 첫 시즌이었는데 대대적인 멤버 교체로 전력이 약화되어 한때 진통을 겪었지만 후기리그 1위로 코리안시리즈에 진출했으나 3패로 진출 4개 팀 중 최하위에 그쳤다.

## 타이틀
- 세계야구선수권대회 동메달: 유남호

## 선수단
- 투수 : 강용수, 유남호, 김홍곤, 박명수, 정선두, 이근식
- 포수 : 권희수, 조용선
- 내야수 : 박봉룡, 남태현, 차영화, 박순철, 변대창, 김승환, 이종원, 이광렬, 박용환
- 외야수 : 조창수, 정현발, 김봉기, 김성호, 김형운, 박영길
- 지명타자 : 박종석, 김종대

## 성적
- 부산시장기 : 1차 탈락
- 전기리그 : 8위
- 백호기 : 1차 탈락 (24강)
- 후기리그 : 1위 (코리안시리즈 진출)
- 코리안시리즈 : 4위

## 같이 보기
- 1979년 롯데 자이언트 시즌